# Campionato mondiale femminile di pallamano 1971
Il campionato mondiale femminile di pallamano 1971 è stato la quarta edizione del massimo torneo di pallamano per squadre nazionali femminili, organizzato dalla International Handball Federation (IHF). La quarta edizione del torneo si sarebbe dovuta disputare in Unione Sovietica, ma venne cancellata a causa dell'invasione del Patto di Varsavia della Cecoslovacchia. Il torneo si è disputato dall'11 al 19 dicembre 1971 nei Paesi Bassi, negli impianti di Arnhem, Groninga, Rotterdam e Utrecht. Vi hanno preso parte nove rappresentative nazionali. Il torneo è stato vinto dalla Germania Est, che in finale ha superato la Jugoslavia.

## Formato
Le nove nazionali partecipanti sono state suddivise in tre gironi da tre squadre ciascuno. Le prime due classificate di ciascun girone accedono al turno principale, nel quale sono divise in due gironi da tre squadre ciascuno. Le prime classificate accedono alla finale per la conquista del titolo; le seconde classificate si affrontano per il terzo posto e le terze classificate si affrontano per il quinto posto. Le squadre classificate al terzo posto nel turno preliminare si affrontano in un girone da tre per definire i piazzamenti finali.

## Nazionali partecipanti
| Modalità                      | Posti | Qualificate                                            |
| ----------------------------- | ----- | ------------------------------------------------------ |
| Nazionale del Paese ospitante | 1     | Paesi Bassi                                            |
| Campionato mondiale 1965      | 2     | Ungheria Jugoslavia                                    |
| Torneo di qualificazione      | 5     | Danimarca Germania Ovest Germania Est Norvegia Romania |
| Asia                          | 1     | Giappone                                               |
| Africa                        | 0     | -                                                      |
| America                       | 0     | -                                                      |

## Turno preliminare

### Girone A

#### Classifica
| Pos. | Squadra        | Pt | G | V | N | P | GF | GS | DR |
| ---- | -------------- | -- | - | - | - | - | -- | -- | -- |
| 1.   | Danimarca      | 4  | 2 | 2 | 0 | 0 | 23 | 18 | +5 |
| 2.   | Germania Ovest | 2  | 2 | 1 | 0 | 1 | 21 | 19 | +2 |
| 3.   | Giappone       | 0  | 2 | 0 | 0 | 2 | 14 | 21 | -7 |

#### Risultati
| 11 dicembre 1971 | Germania Ovest | 10 – 7 (5-4) | Giappone |  |

| 12 dicembre 1971 | Danimarca | 11 – 7 (4-4) | Giappone |  |

| Groninga 13 dicembre 1971 | Danimarca | 12 – 11 (7-3) | Germania Ovest |  |

### Girone B

#### Classifica
| Pos. | Squadra    | Pt | G | V | N | P | GF | GS | DR |
| ---- | ---------- | -- | - | - | - | - | -- | -- | -- |
| 1.   | Jugoslavia | 3  | 2 | 1 | 1 | 0 | 26 | 19 | +7 |
| 2.   | Romania    | 3  | 2 | 1 | 1 | 0 | 20 | 18 | +2 |
| 3.   | Norvegia   | 0  | 2 | 0 | 0 | 2 | 13 | 22 | -9 |

#### Risultati
| Utrecht 11 dicembre 1971 | Jugoslavia | 14 – 7 | Norvegia |  |

| Rotterdam 12 dicembre 1971 | Romania | 8 – 6 | Norvegia |  |

| Groninga 13 dicembre 1971 | Jugoslavia | 12 – 12 (9-4) | Romania |  |

### Girone C

#### Classifica
| Pos. | Squadra      | Pt | G | V | N | P | GF | GS | DR  |
| ---- | ------------ | -- | - | - | - | - | -- | -- | --- |
| 1.   | Germania Est | 4  | 2 | 2 | 0 | 0 | 24 | 16 | +8  |
| 2.   | Ungheria     | 2  | 2 | 1 | 0 | 1 | 20 | 12 | +8  |
| 3.   | Paesi Bassi  | 0  | 2 | 0 | 0 | 2 | 11 | 27 | -16 |

#### Risultati
| Rotterdam 11 dicembre 1971 | Ungheria | 12 – 3 | Paesi Bassi |  |

| Groninga 12 dicembre 1971 | Germania Est | 15 – 8 (8-3) | Paesi Bassi |  |

| Utrecht 13 dicembre 1971 | Germania Est | 9 – 8 (6-4) | Ungheria |  |

## Turno principale

### Girone D

#### Classifica
| Pos. | Squadra      | Pt | G | V | N | P | GF | GS | DR |
| ---- | ------------ | -- | - | - | - | - | -- | -- | -- |
| 1.   | Germania Est | 4  | 2 | 2 | 0 | 0 | 24 | 17 | +7 |
| 2.   | Romania      | 1  | 2 | 0 | 1 | 1 | 21 | 23 | -2 |
| 3.   | Danimarca    | 1  | 2 | 0 | 1 | 1 | 18 | 23 | -5 |

#### Risultati
| Rotterdam 15 dicembre 1971 | Romania | 11 – 11 (4-3) | Danimarca |  |

| Utrecht 16 dicembre 1971 | Germania Est | 12 – 10 (7-7) | Romania |  |

| Groninga 17 dicembre 1971 | Germania Est | 12 – 7 (4-1) | Danimarca |  |

### Girone E

#### Classifica
| Pos. | Squadra        | Pt | G | V | N | P | GF | GS | DR |
| ---- | -------------- | -- | - | - | - | - | -- | -- | -- |
| 1.   | Jugoslavia     | 4  | 2 | 2 | 0 | 0 | 23 | 14 | +9 |
| 2.   | Ungheria       | 2  | 2 | 1 | 0 | 1 | 18 | 22 | -4 |
| 3.   | Germania Ovest | 0  | 2 | 0 | 0 | 2 | 18 | 23 | -5 |

#### Risultati
| Rotterdam 15 dicembre 1971 | Jugoslavia | 11 – 8 (6-3) | Germania Ovest |  |

| Utrecht 16 dicembre 1971 | Ungheria | 12 – 10 (7-4) | Germania Ovest |  |

| Groninga 17 dicembre 1971 | Jugoslavia | 12 – 6 (6-4) | Ungheria |  |

### Girone per il piazzamento

#### Classifica
| Pos. | Squadra     | Pt | G | V | N | P | GF | GS | DR |
| ---- | ----------- | -- | - | - | - | - | -- | -- | -- |
| 7.   | Norvegia    | 3  | 2 | 1 | 1 | 0 | 20 | 19 | +1 |
| 8.   | Paesi Bassi | 2  | 2 | 1 | 0 | 1 | 20 | 19 | +1 |
| 9.   | Giappone    | 1  | 2 | 0 | 1 | 1 | 23 | 25 | -2 |

#### Risultati
| Rotterdam 15 dicembre 1971 | Norvegia | 12 – 12 (7-6) | Giappone |  |

| Utrecht 16 dicembre 1971 | Norvegia | 8 – 7 (5-3) | Paesi Bassi |  |

| Groninga 17 dicembre 1971 | Paesi Bassi | 13 – 11 (6-9) | Giappone |  |

## Fase finale

### Finale 5º posto
| Arnhem 19 dicembre 1971 | Germania Ovest | 13 – 9 (d.t.s.) (3-5; 9-9) | Danimarca |  |

### Finale 3º posto
| Arnhem 19 dicembre 1971 | Ungheria | 12 – 11 (d.t.s.) (5-6; 9-9; 10-10) | Romania |  |

### Finale
| Arnhem 19 dicembre 1971 | Germania Est | 11 – 8 (5-4) | Jugoslavia |  |

## Classifica finale
| Pos.    | Nazione        |
| ------- | -------------- |
| Oro     | Germania Est   |
| Argento | Jugoslavia     |
| Bronzo  | Ungheria       |
| 4       | Romania        |
| 5       | Germania Ovest |
| 6       | Danimarca      |
| 7       | Norvegia       |
| 8       | Paesi Bassi    |
| 9       | Giappone       |

## Statistiche

### Classifica marcatrici
Fonte:.
| Pos. | Nome                      | Nazionale      | Reti |
| ---- | ------------------------- | -------------- | ---- |
| 1    | Hideyo Taramizu           | Giappone       | 22   |
| 2    | Mara Torti                | Jugoslavia     | 20   |
| 3    | Kristina Richter-Hochmuth | Germania Est   | 19   |
| 4    | Ana Knežević              | Jugoslavia     | 16   |
| 5    | Rozália Soós              | Romania        | 15   |
| 6    | Gerda Reitwießner         | Germania Ovest | 14   |
| 6    | Borbála Tóth Harsányi     | Ungheria       | 14   |
| 8    | Petruţa Băicoianu         | Romania        | 13   |
| 9    | Karen Fladset             | Norvegia       | 12   |
| 9    | Waltraud Kretzschmar      | Germania Est   | 12   |
| 9    | Karen Rasmussen           | Danimarca      | 12   |